# Enfant pétrifié de Sens

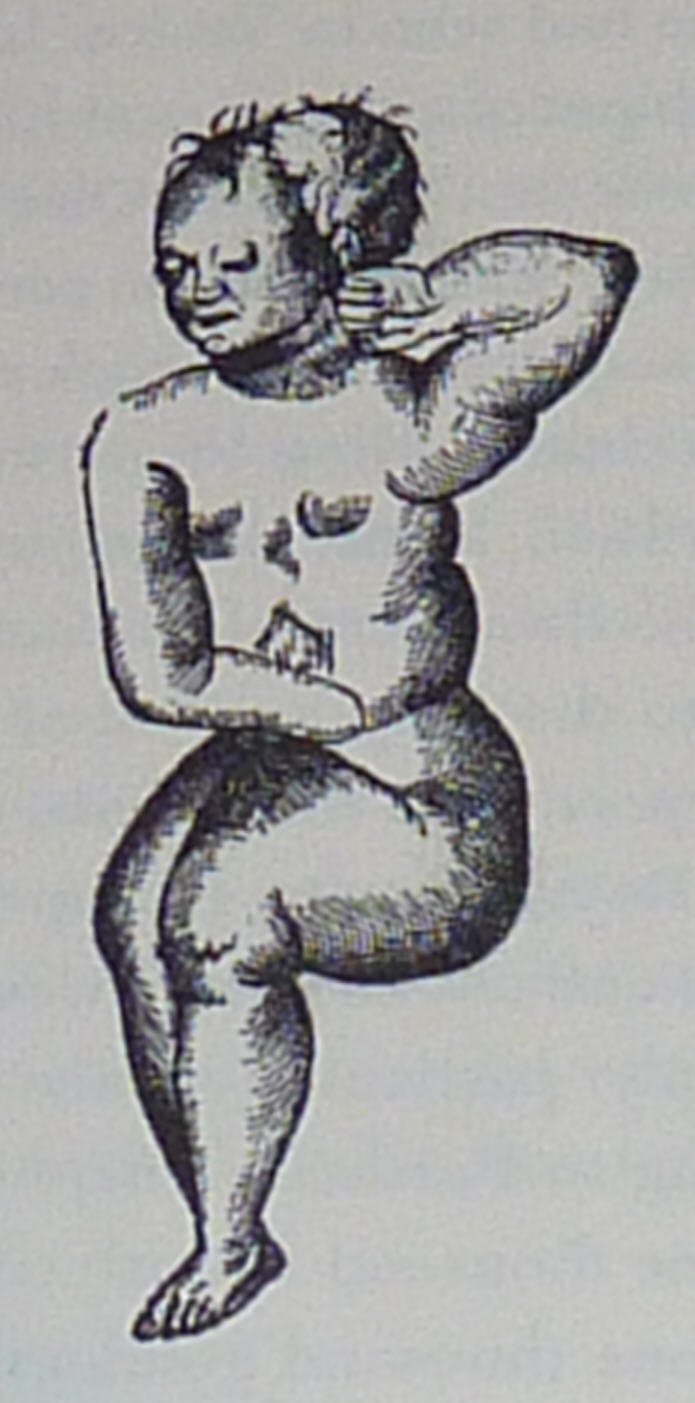
Croquis d’Ambroise Paré.

L’Enfant pétrifié de Sens était un lithopédion, conservé 28 ans dans l'utérus de sa mère († 1582). Cette curiosité anatomique fit le tour de l'Europe jusqu'au XVIIIe siècle, avant qu'elle disparaisse des collections du Musée d'histoire naturelle du Danemark après 1826.

## L'affaire Chatri
En 1554, Colombe Chatri, femme du tailleur Louys Carita de Sens, présentait à 40 ans tous les signes d'une grossesse normale, mais malgré la perte des eaux et l'apparition des contractions, elle n'accoucha finalement pas. Elle survécut à cette épreuve, mais demeura alitée trois années durant tout en souffrant terriblement. Elle ne devait d'ailleurs mourir qu'à l'âge de 68 ans.
À sa mort, le 16 mai 1582, son mari accepta de faire autopsier son corps par deux chirurgiens, Claude le Noir et Jehan Coutas. Dans l’utérus de la morte, ils découvrirent une grosse concrétion de forme ovoïde, qu'ils ne parvinrent à briser qu'à grand-peine (« comme une masse de plâtre, qui résista longtemps au rasoir »). Lorsqu'ils s'aperçurent qu'elle contenait le corps entier mais calcifié d'un enfant au stade final de son développement, ils firent appeler des médecins patentés dont Jean d'Ailleboust. Le phénomène attira aussitôt un grand nombre de curieux, et pour libérer le corps du fœtus de sa gangue et pouvoir l'examiner à loisir, les médecins détruisirent l'enveloppe et s'en débarrassèrent avant qu'elle ait pu être elle-même examinée. Dans l'opération, on cassa d'ailleurs aussi la main droite.
L'enfant, de sexe féminin, était en position agenouillée avec la tête légèrement penchée à droite. Les fontanelles étaient ouvertes, et le bébé avait une dent formée.

## L'avis des médecins en France

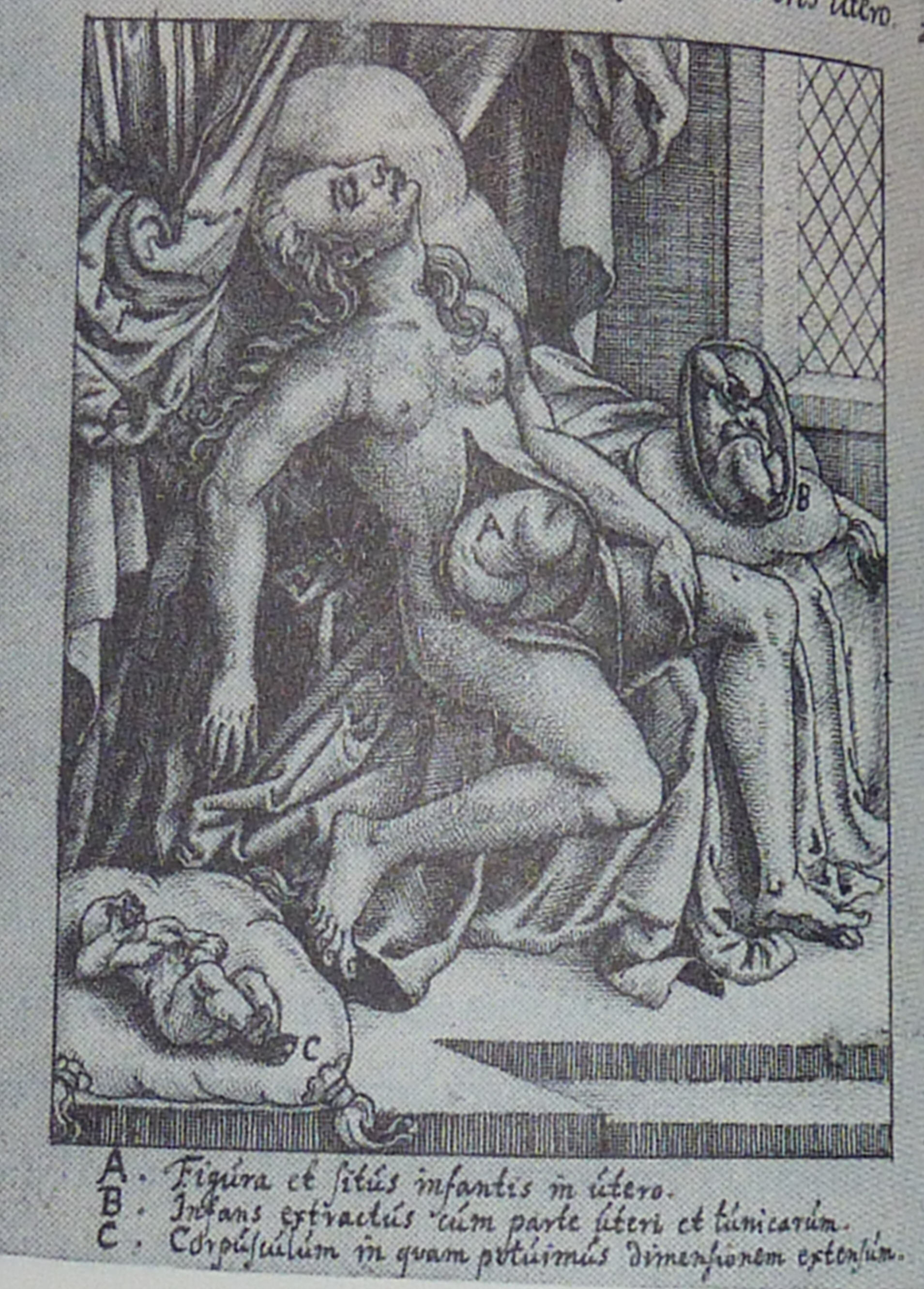
Un des premiers croquis de l’« enfant de pierre » : la planche annexée au Portentosum de J. d'Ailleboust (1582), montrant l'extraction de l'enfant du corps de sa mère.

La découverte de ce lithopédion fit sensation. Jean d’Ailleboust rédigea une description de l'autopsie et de l'enfant : Portentosum Lithopaedion, sive Embryum Petrificatum Urbis Senonensis, qu'un imprimeur de Sens, Jean Sauvine, publia en 1582, et qui connut une large diffusion. L'explication de Jean d’Ailleboust, selon laquelle la pétrification du fœtus s'explique par le sang trop sec de la mère, fut bientôt critiquée. Siméon de Provanchères, dans un addendum au récit de d'Ailleboust, donnait son propre point de vue : l'embryon se serait desséché par suite de la chaleur insuffisante du ventre de la mère. François de Bosset, contemporain de ces deux auteurs, était davantage préoccupé par la gangue dans laquelle on avait retrouvé l'embryon enfermé : il supposait que cette substance était tellement liée au corps de la mère que la parturition était devenue impossible.
Avec cette première relation du phénomène de Sens, les représentations de l’« enfant de pierre » commencèrent à se multiplier ; le livre de D’Ailleboust comportait lui-même une gravure réalisée par Jean Cousin le Jeune et représentant Colombe Chatri nue, assise sur un lit, son ventre ouvert laissant apparaître l'embryon. Le rhumatologue britannique Jan Bondeson suggère que cette planche illustrée a été adaptée d'une gravure érotique préexistante, en y ajoutant l'embryon. Jean d’Ailleboust ne donne d'ailleurs lui-même aucune indication sur l'origine de ce dessin, mais se borne à indiquer qu'il est inspiré des statues de Phidias.
Le croquis publié par Ambroise Paré dans son ouvrage Des monstres et prodiges (1585) est sans doute plus proche de la réalité. Paré, contemporain de Jean d’Ailleboust, put examiner à loisir l'enfant de pierre de Sens. Quant au Gyneciorum d’Israël Spach (1597, daté à tort de 1557), il reprend la description de J. d’Ailleboust.

## L'odyssée de «l'enfant de pierre»
D'emblée, cette curiosité souleva l’intérêt bien au-delà du cercle des médecins. Dans les années 1590, un riche marchand, Prestesiègle, acheta le lithopédion de Sens et l'installa dans son cabinet de curiosités à Paris. Là, la sage-femme Louise Bourgeois (1563-1636) put à son tour l’examiner. Elle fit réimprimer la gravure de la narration de d’Ailleboust. En 1627, Madame Billard (hôtesse de la Levrette), veuve de Thomas Montsainet vend l'enfant à Prudamont (lapidaire) et à Estienne Carteron (orfèvre parisien) contre 210 livres et une turquoise. Madame Billard le tenait de Jehan Coutas, chirurgien. Carteron, à son tour, le revendit le 12 février 1628 à Venise au bijoutier Gillebert Bodëy. Ainsi, c’est à Venise que dans les années 1640, l’anatomiste danois Thomas Bartholin aperçut l'enfant de pierre. Il en informa vraisemblablement le roi Frédéric III de Danemark ; ce souverain, passionné de sciences, fit au cours des années 1650 l’achat de toute une collection de curiosités à Copenhague, comprenant notamment tout le fonds d’Ole Worm ; en 1653, il acquit l’enfant de pierre de Sens, ainsi que l’acte de vente de 1628 et une copie manuscrite du rapport d’autopsie de Jean d’Ailleboust avec l’illustration. Ces documents peuvent toujours être consultés à la Bibliothèque royale de Copenhague.
Bartholin a publié une description précise de l’enfant de pierre lorsqu’il était conservé au Danemark. Elle parut en 1654 à Amsterdam dans un livre intitulé Historiarum Anatomicarum Rariorum, Centuria I–II. À ce moment, le lithopédion était déjà fort dégradé : les deux bras étaient cassés et en plusieurs endroits, la peau déchirée et les muscles endommagés laissaient voir le squelette. Un catalogue du Musée Royal, compilé en 1696 par un parent de Bartholin, Oliger Jacobaeus, montre l’état de cette curiosité anatomique à cette date. Le catalogue de 1710 témoigne de nouvelles dégradations : ce qui restait de la peau de l’enfant était à présent presque entièrement noirci. En 1737, l'enfant de pierre de Sens se trouvait toujours dans les collections du roi ; le catalogue de cette année-là indique (sans illustration) que les vestiges sont à présent conservés dans une châsse de verre.
Dans les années 1820, la collection royale fut dispersée. Une partie des articles fut vendue aux enchères, une autre partie remise à d’autres musées et le reste fut jeté. L’enfant de pierre de Sens avait rejoint en 1826 les collections du Musée danois d’Histoire naturelle. À la fin du XIXe siècle, les curiosités de ce musée furent confiées au Musée zoologique de l’université de Copenhague, mais le fœtus de Sens est absent du recensement des objets déménagés à cette occasion : sa trace se perd donc après son arrivée au Museum d’Histoire naturelle ; les recherches entreprises depuis ont échoué.

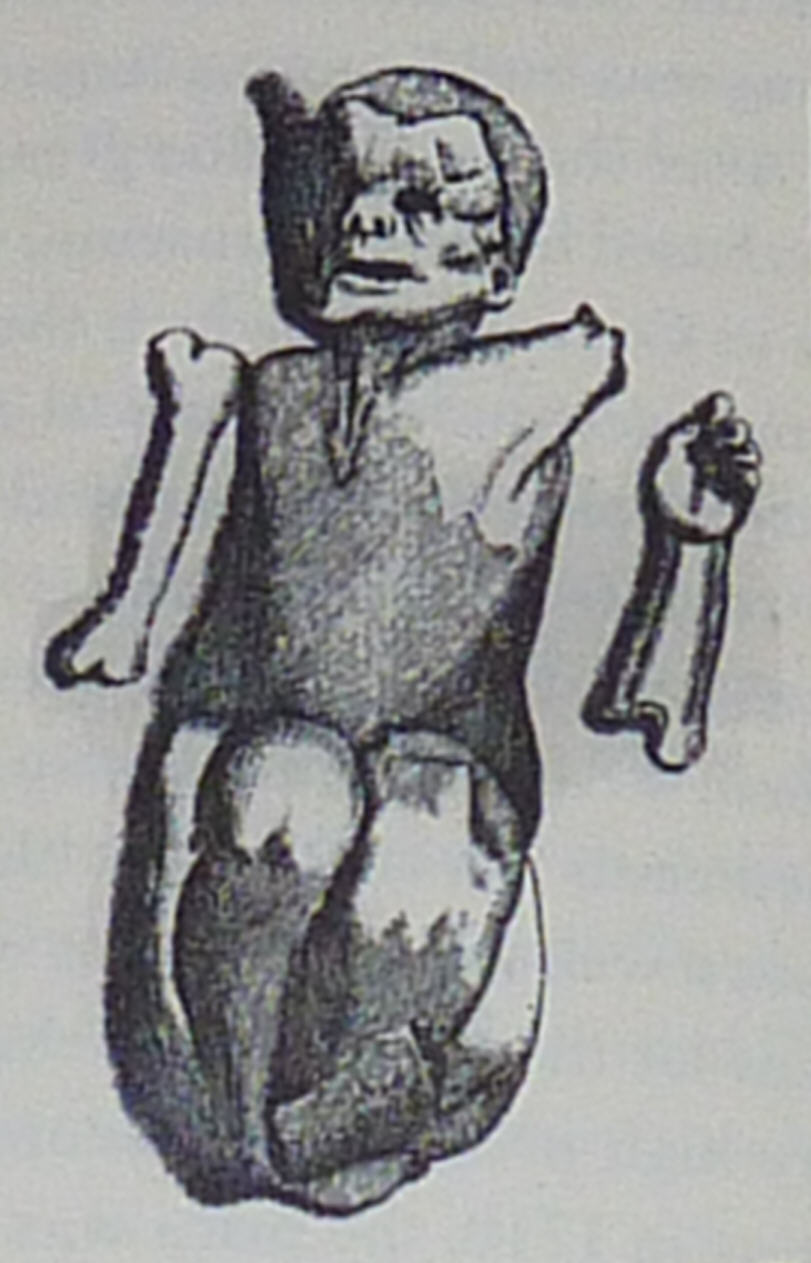
Croquis de Thomas Bartholin (1654).
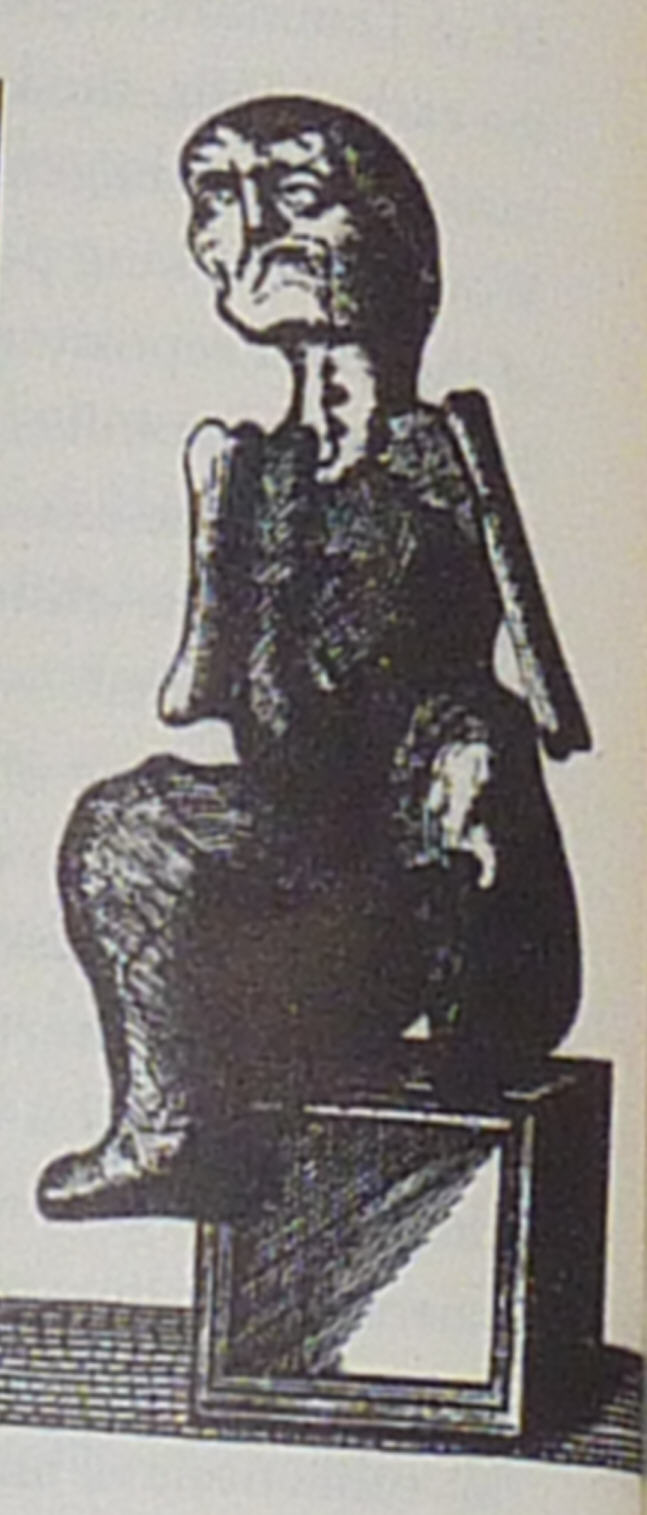
Le catalogue des collections du Musée royal de Copenhague (Holger Jacobsen, 1696).

## Une première médicale

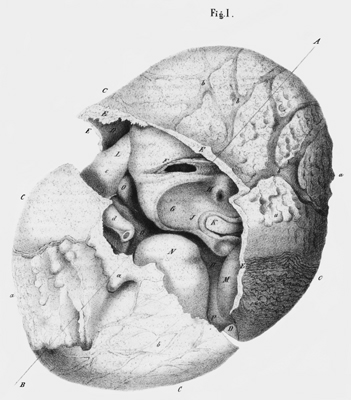
L'enfant pétrifié de Leinzell.

L'enfant pétrifié de Sens est le premier cas documenté de lithopédion. Selon un recensement du pathologiste allemand Friedrich Küchenmeister (1821-1890), on connaissait en 1880 exactement 47 cas de ce type, et en janvier 2010, on compte environ 300 cas décrits, dont le lithopédion de Leinzell, découvert en 1674. La mère, Anna Mullern ou Müller, connut les contractions pendant sept semaines sans pouvoir accoucher. Malgré la formation d'une concrétion dans l'utérus, elle donna le jour par la suite à un garçon et une fille, et demanda au médecin local, le Dr. Wohnliche, ainsi qu'à maître Knauffen (ou Knaus) de Heubach en Bade, d'autopsier son corps à sa mort pour en extraire le fœtus. Toujours est-il que cette femme survécut, jusqu'à 91 ans selon l'université de Tübingen, jusqu'à 94 ans selon Bondeson. Après que le chirurgien eut dégagé un lithopédion du cadavre, on fit venir le Dr. Steigerthal, médecin privé du roi George Ier de Grande-Bretagne, qui en donna la première description et en dressa un croquis. Contrairement à l'enfant de pierre de Sens, le lithopédion d'Anna Mullern a été conservé et se trouve toujours à Tübingen.
Depuis les travaux de Küchenmeister, on classe les lithopédia en trois catégories : lors d'un lithocélyphos, seules les membranes se calcifient, non le fœtus ; dans le cas d'un lithopédion vrai, ou lithoteknon, le corps de l'enfant est recouvert et momifié par des pellicules calcifiées ; enfin dans le cas du lithocélyphopédion, le fœtus aussi bien que la membrane placentaires sont calcifiées. L'enfant de pierre de Sens appartient à cette troisième catégorie. La plupart des cas sont intervenus dans le cas d'une grossesse abdominale ; il n'y a pas de signalement récent de lithopédia intra-utérins. Si l'enfant de pierre de Sens, comme le laisse croire le rapport de J. d’Ailleboust, a effectivement grandi dans un utérus intact, il s'agit d'un cas unique. Bondeson estime pour sa part que Colombe Chatri a été victime d'une rupture de l’utérus, l'enfant glissant ensuite dans la cavité abdominale, où il s'est calcifié en lithopédion.